# Chefferie supérieure Bankon-nord
La Chefferie supérieure Bankon-nord, ou Abo-nord, est un ensemble de bâtiments localisés à Mandouka, dans la commune de Bonaléa, dans le département du Moungo, dans la région Littoral, au Cameroun. Si la chefferie, en tant que lieu de pouvoir, existait depuis les fondateurs de la lignée dynastique, les bâtiments actuels ont été érigés par le roi André-Marie Ngom Priso Lea, avant la seconde guerre mondiale. Ils ont été entretenus et rénovés par son fils, Emmanuel Richard Priso Ngom Priso.
La chefferie est à la fois le siège d'où le chef supérieur exerce son pouvoir, mais aussi un ensemble de bâtiments et de terrains destinés aux activités administratives, protocolaires et rituéliques du roi.

## Disposition des lieux
La chefferie « soigneusement encloses de haies végétales doublées de clayonnages de rachis de raphia » (Morin 1996, p. 80). Autour du bâtiment principal (ou grande case), on observe une large gamme de prérogatives : espaces festifs constitués du meuyo (petit espace plat de forme rectangulaire ou carré) et du teto (place de forme similaire mais moins étendue), cour nobiliaire, portiques à toits coniques, piliers, cadres de porte décorés, claies de raphia adossées aux murs.
Dans le bâtiment principal se trouve une grande salle, que l'on peut assimiler à la fois à la salle du trône et à la salle du conseil. Elle est desservie par plusieurs portes, qui rejoignent les appartements du chef supérieur. D'autres pièces, donnant sur l'arrière du bâtiment, sont des chambres permettant d'accueillir des hôtes, ou d'offrir un hébergement à des notables faisant partie du conseil, ainsi qu'à des personnalités d'importance (l'infirmière du dispensaire, le(s) enseignant(s) de l'école, etc.). Une cuisine vient compléter ce premier bâtiment.
Différentes cours et petits jardins permettent de séparer le bâtiment principal de ses annexes ; un pavillon destiné aux réceptions et aux invités, héberge aussi les temps forts rituéliques propres aux sociétés secrètes traditionnelles. Un espace de recueillement et de mémoire est organisé autour du cimetière des rois Bankon.

### Construction en matériaux modernes
Au début du XXe siècle, la colonisation allemande s'attaque à de nombreux villages et notamment aux lieux de pouvoir ; de nombreux incendies sont perpétrés dans les villages
Ces dangers incitent les souverains à construire ou à reconstruire les bâtiments avec des matériaux présentant moins de risque. C'est le cas ici où les anciens bâtiments réalisés en matériaux traditionnels ont été remplacés par une construction employant des techniques européennes, jugées moins dangereuses.
L'évolution de la construction en matériaux modernes, pour la chefferie Bankon nord, comme pour la plupart de celles de la région, est décrite par Josué Modjom Tchuenchié, de manière particulièrement détaillée :

### Sculptures

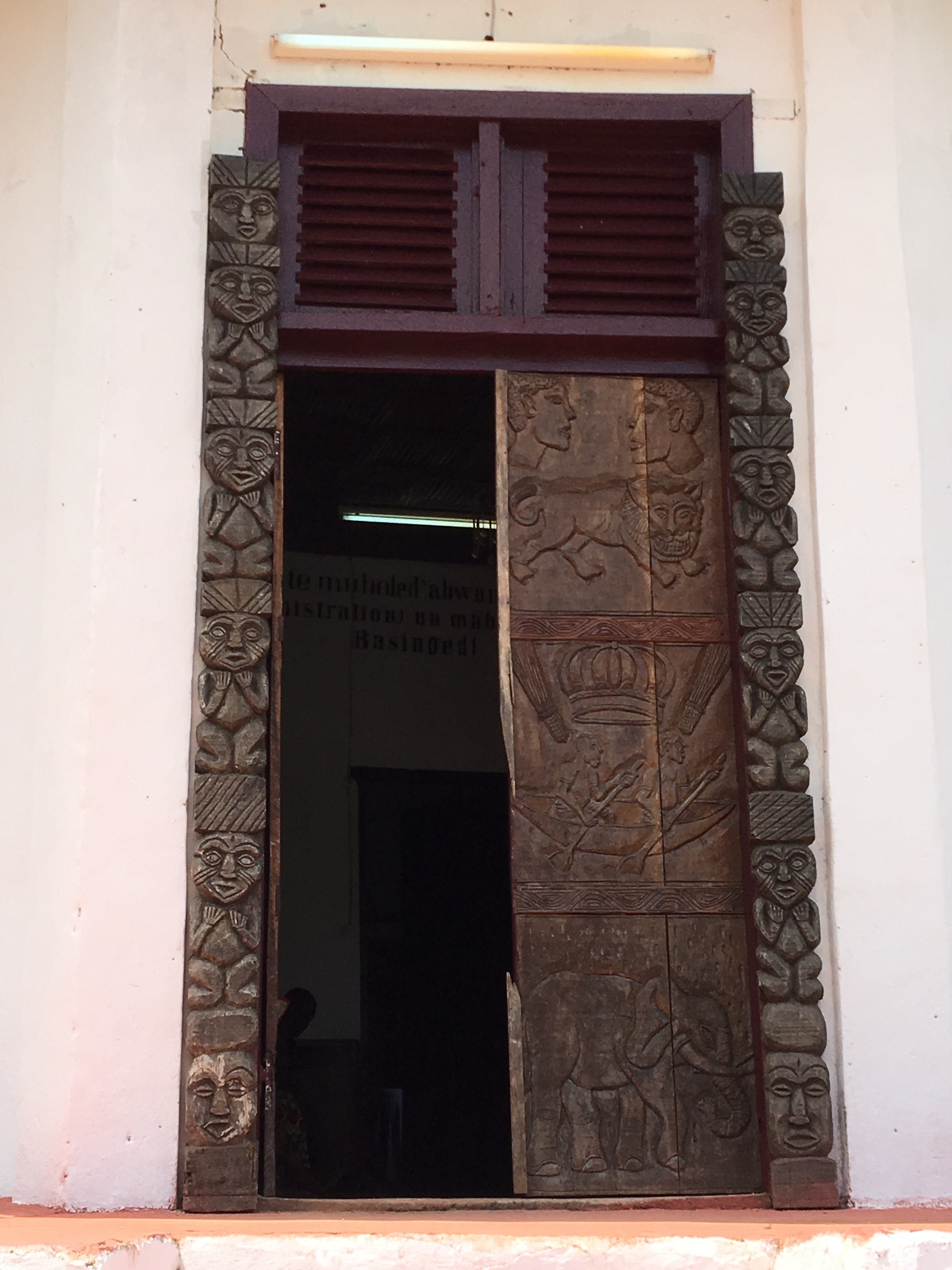
Exemple de portes et d'huisseries sculptées

On retrouve à différents endroits de grandes pièces de bois ancien ouvragé. Il peut s'agir de cadres de portes, de cadres de fenêtres, de dossier ou de socle de trône, de porte même. Il s'agit de mobilier propre aux dignitaires de la chefferie.
Ces sculptures sont l'expressions de l’art de cour, où représentations zoomorphes et anthropomorphes, anthropozoomorphes ou géométriques, sont taillées dans arbre d'essence noble, comme le bubinga. Ces fresques mêlant représentations humaines et animales, dont le droit d’usage relevait exclusivement du Roi, sont des symboles du pouvoir au sein de la chefferie ; leur valeur politique résulte de l’ordre coutumier qui régit l’organisation sociale, hiérarchisée.
Dans leur signification, ces graphies témoignent des liens connectant intimement l’homme, le monde animal et les puissances naturelles environnantes
Ces représentations ont une valeur historique et pédagogique dans les sociétés de tradition orale comme les Bankon ou les Barombi, où, à défaut d’expression écrite, on signifiait des principes partagés à base de formes et de signes.

### Décorations
Koupgang et Taboué indiquent que : « le rang social d’un individu a souvent trait à la possession de certains objets cultuels et culturels : sièges, masques, parures, costumes, instruments de musique et éléments architecturaux ». Ainsi l'on retrouve toutes les marques du pouvoir qui ont été offertes en cadeau au souverain tout au long de son règne : colliers, couvre-chefs, trônes et sièges de procession. De nombreux objets et meubles sont personnalisés au nom du monarque.

AU fil du temps, et pour distinguer tel ou tel de ses notables ou célébrer un anniversaire, le Roi fera réaliser un objet ou un meuble destiné à remercier ou mettre en valeur la personnalité qui l'aura secondé avec efficacité.

Mobilier et éléments décoratifs dans la chefferie
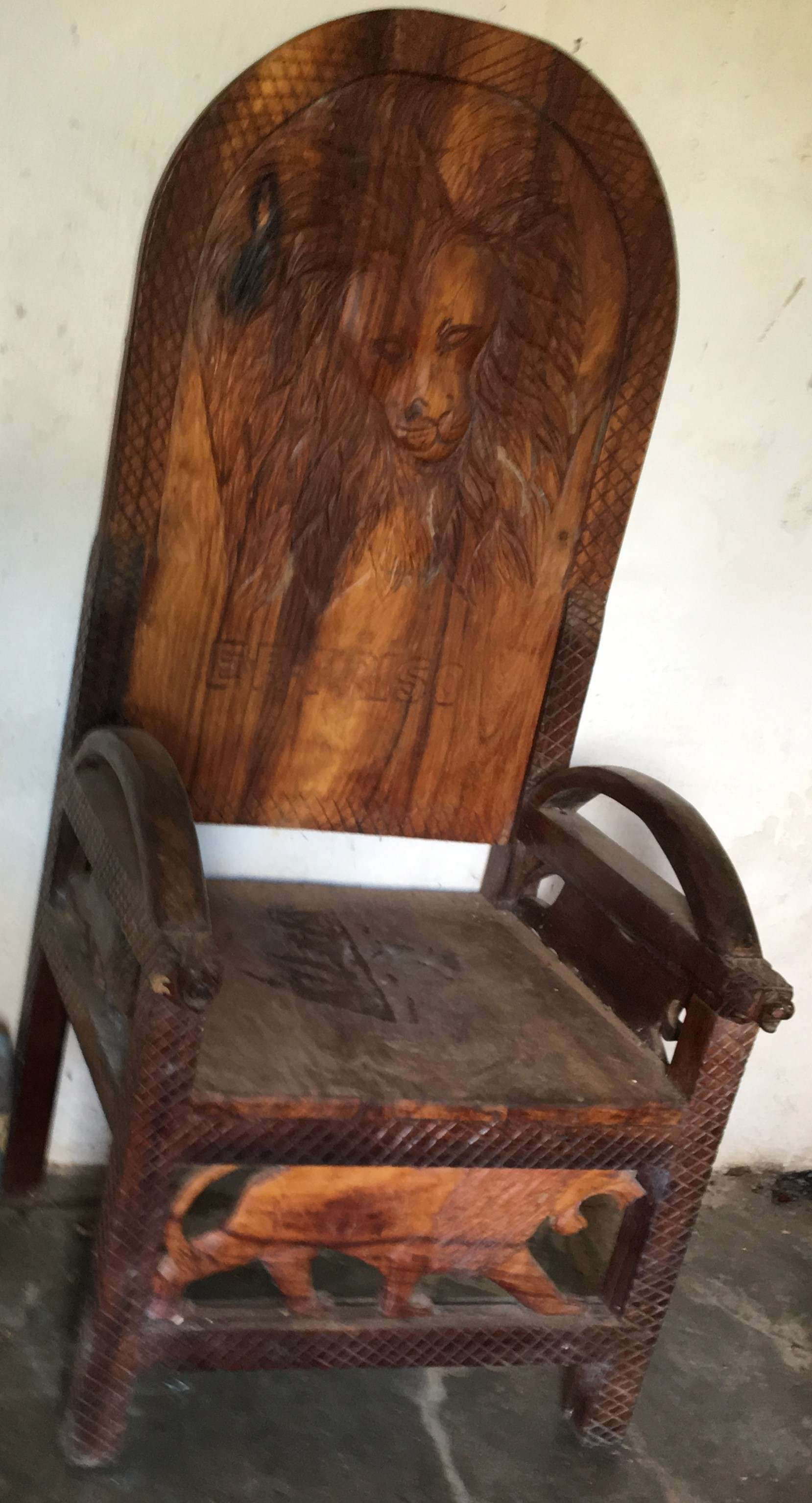
Trône de S.M. Emmanuel Richard Priso Ngom Priso
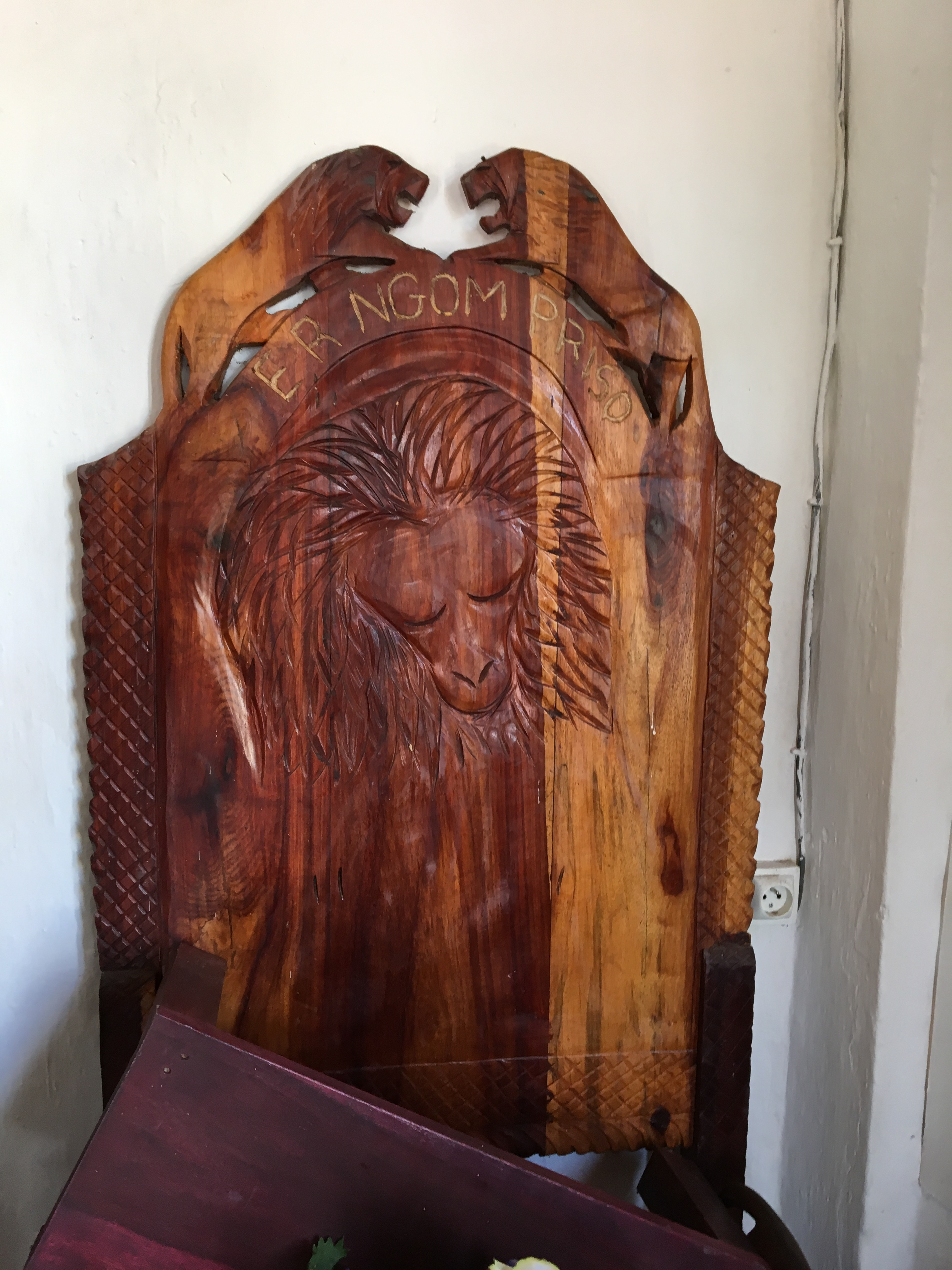
Détail d'un trône dans la salle du conseil de S.M. Emmanuel Richard Priso Ngom Priso
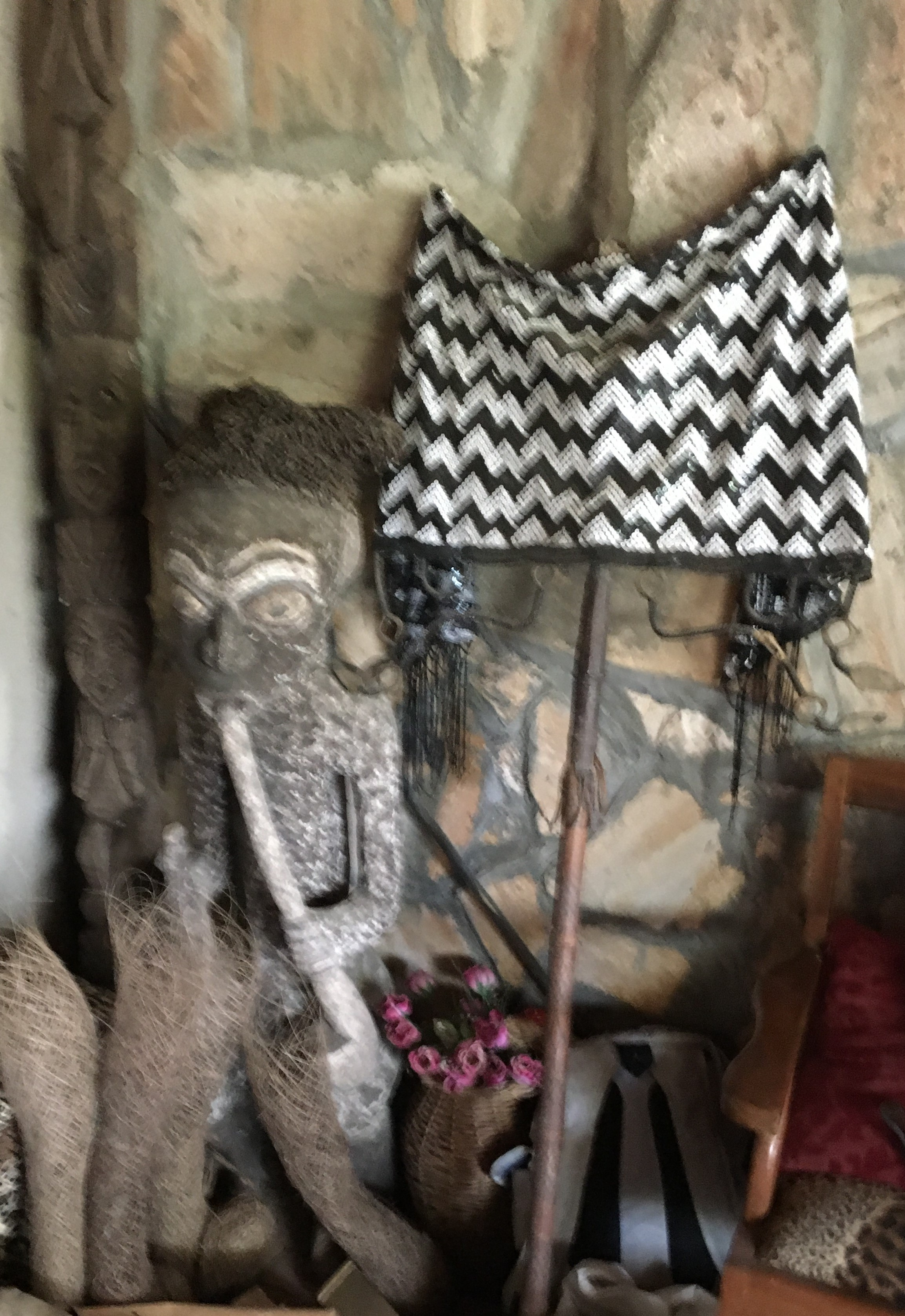
Epées, cannes, statuettes, cloches en fer forgé ; ensemble de matériel rituélique pour cérémonies
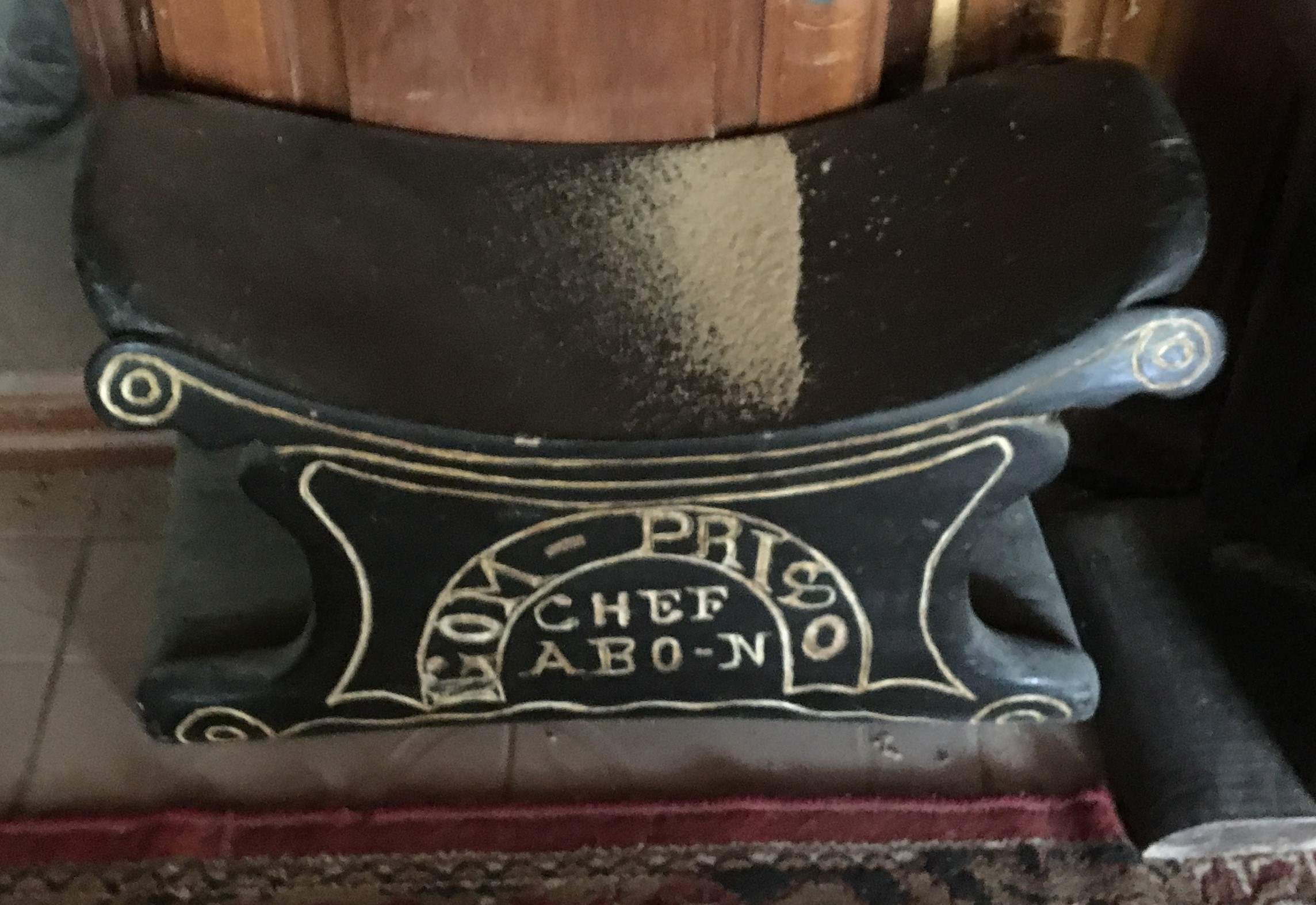
Siège bas de de S.M. Emmanuel Richard Priso Ngom Priso
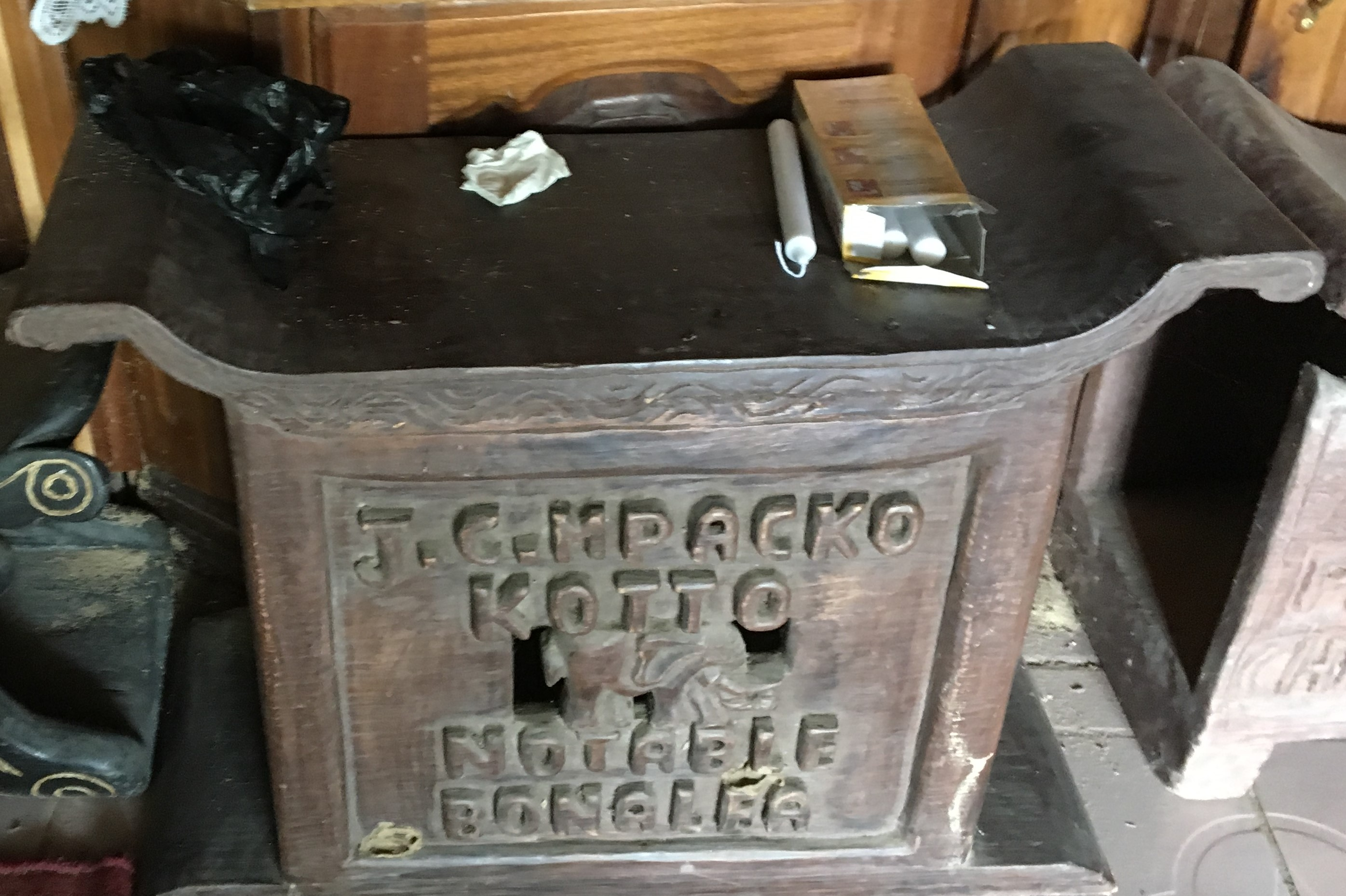
Siège bas d'un notable dans la salle du conseil
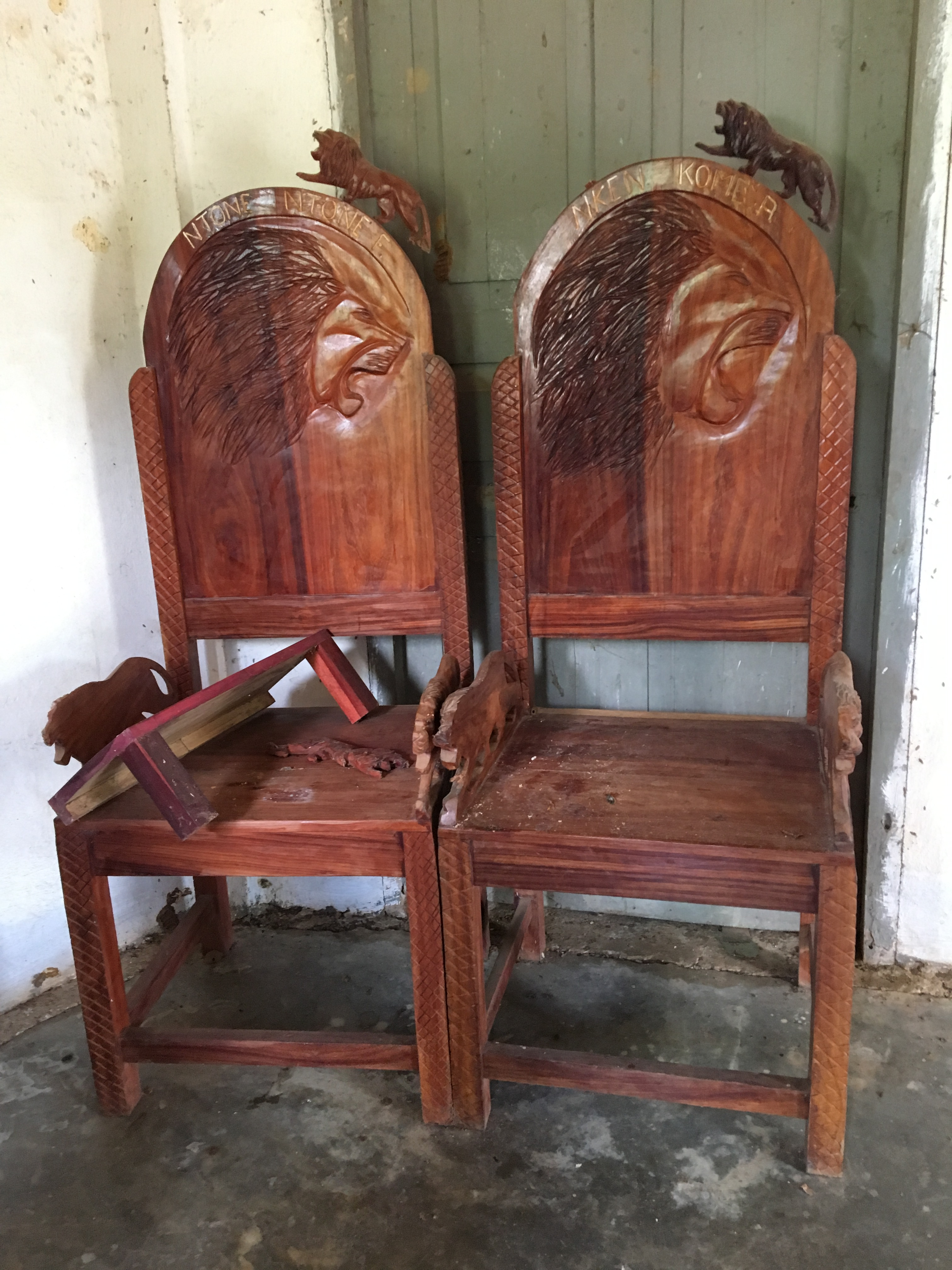
Sièges hauts de notables de haut rang dans la salle du conseil

## Pouvoirs des chefferies

### Influence traditionnelle
Les rois traditionnels conservent une forte influence morale et spirituelle sur leurs administrés. Néanmoins, du fait de l'absence de nombreux rois de leurs villages (ceux-ci étant par ailleurs fonctionnaires, hommes d'affaires, etc.), les royaumes (chefferies) perdent peu à peu de leur influence, souvent au profit des élus locaux, comme les maires ou les députés.

### Pouvoir juridique
En 1963, la cour suprême du Cameroun a jugé que partout où il a été légiféré, la loi l'emporte sur la coutume. Elle ne s'applique que dans les vides législatifs. De même, la coutume ne peut aller contre la constitution.
En matière foncière, la coutume a longtemps été utilisée faute de droit écrit, mais la loi a prévu la transformation de la propriété coutumière en titre foncier sous peine de déchéance.
Les litiges coutumiers peuvent être tranchés par des tribunaux coutumiers, mais ceux-ci sont appelés à disparaître au profit des tribunaux de premier degré.

## Galerie

Chefferie supérieure Bankon Nord
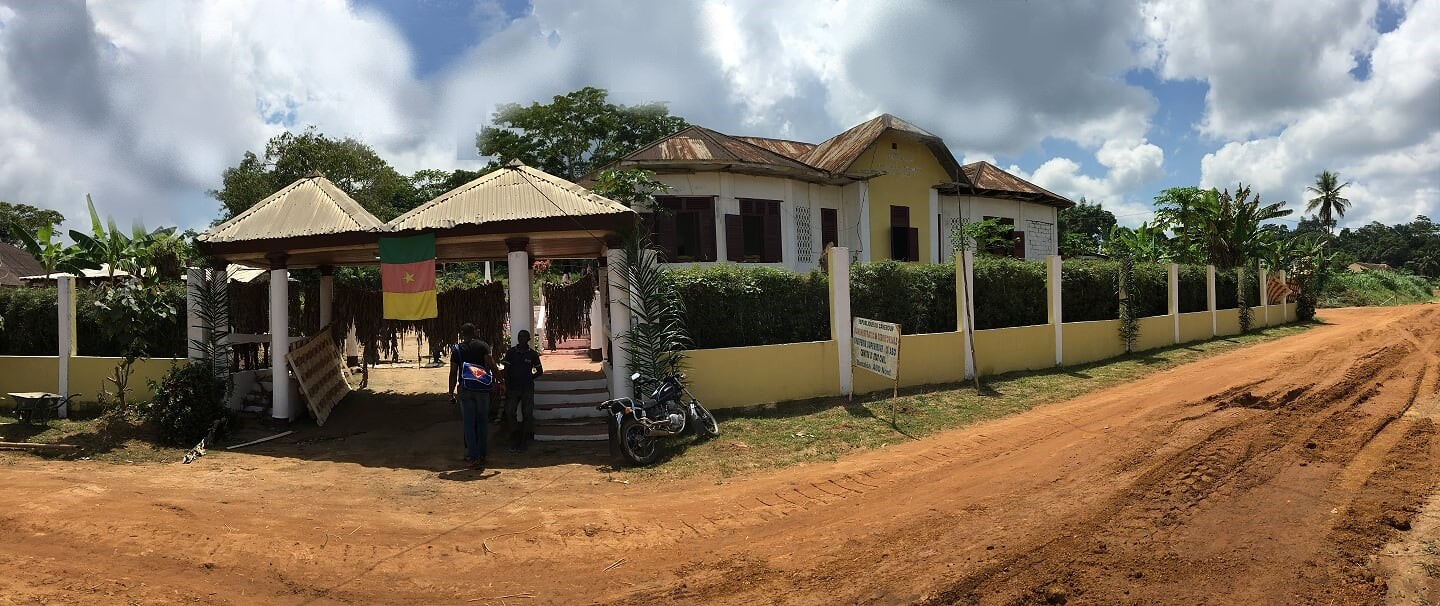
Vue générale de la chefferie
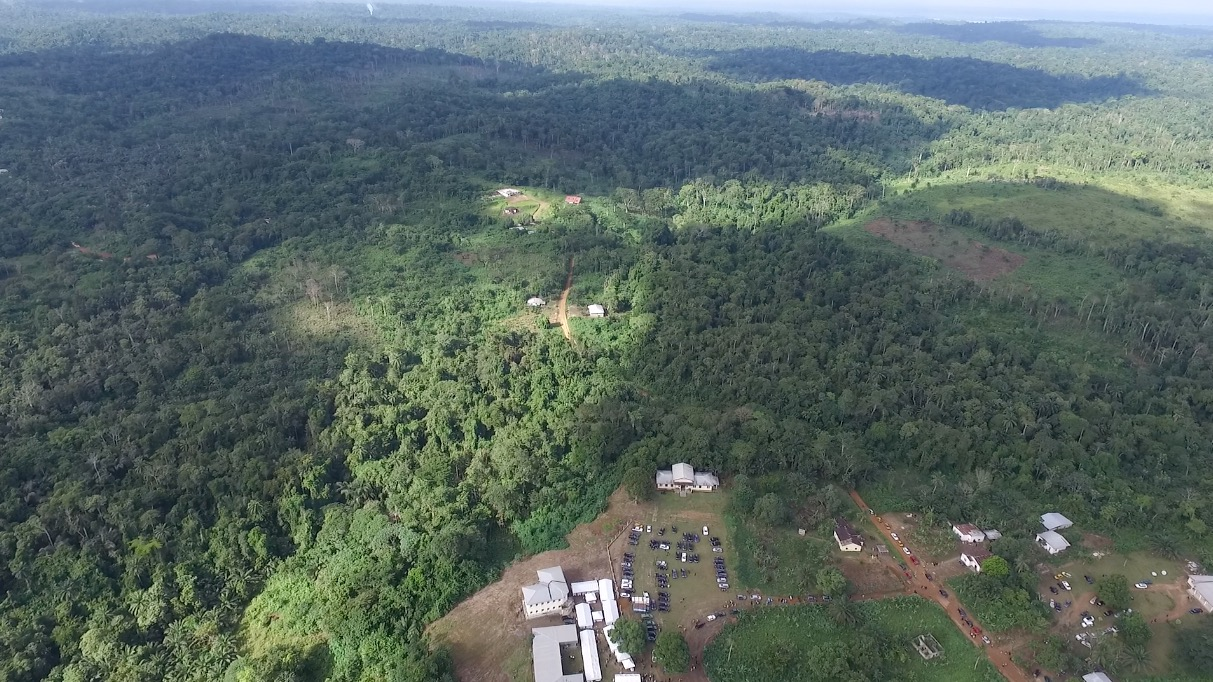
Vue aérienne de la chefferie
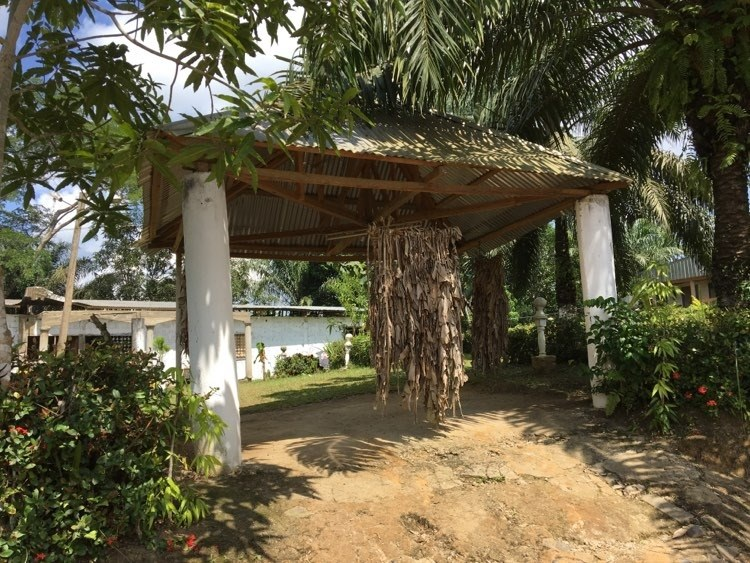
Grande entrée de la chefferie
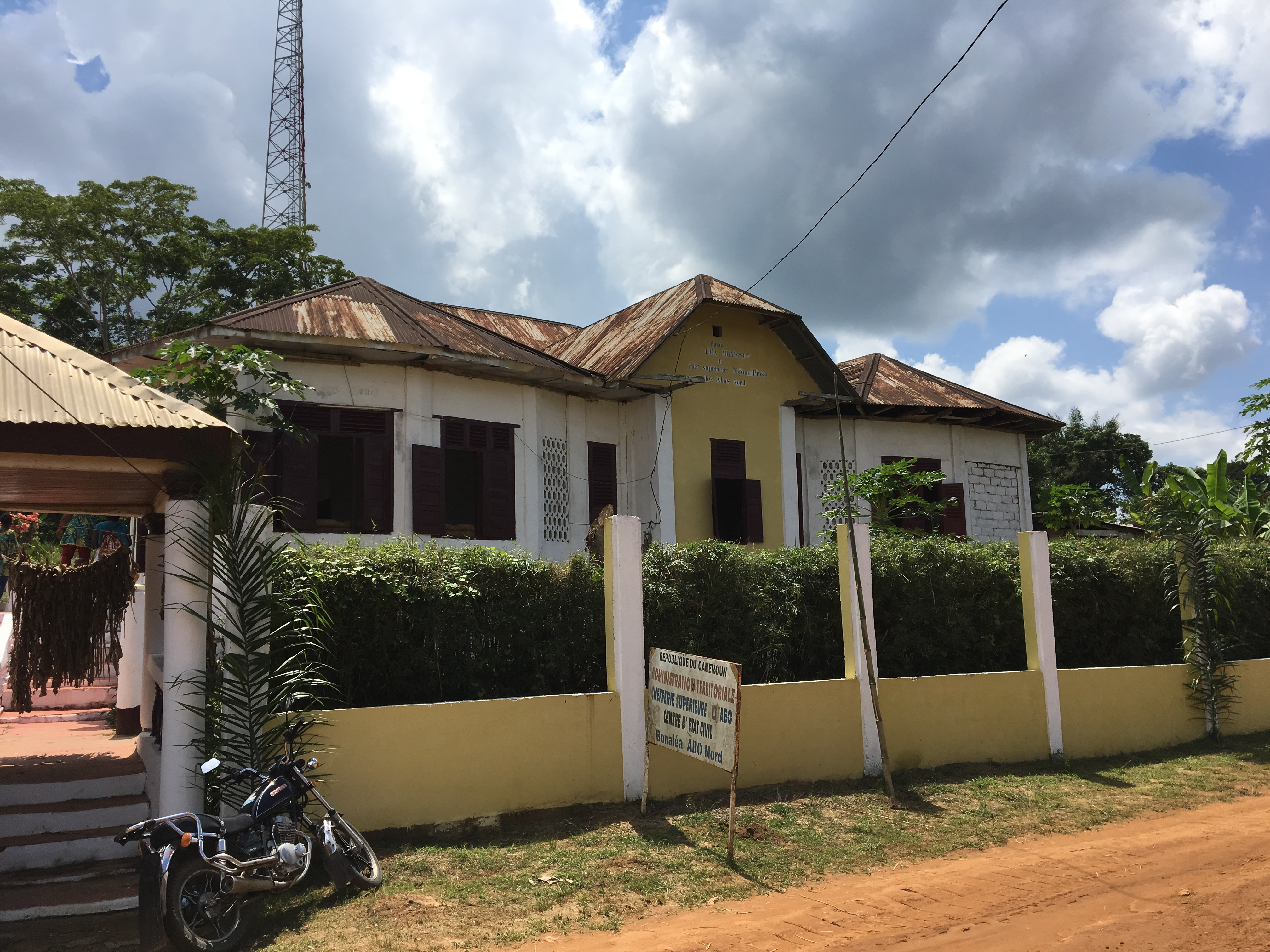
Chefferie, vue latérale
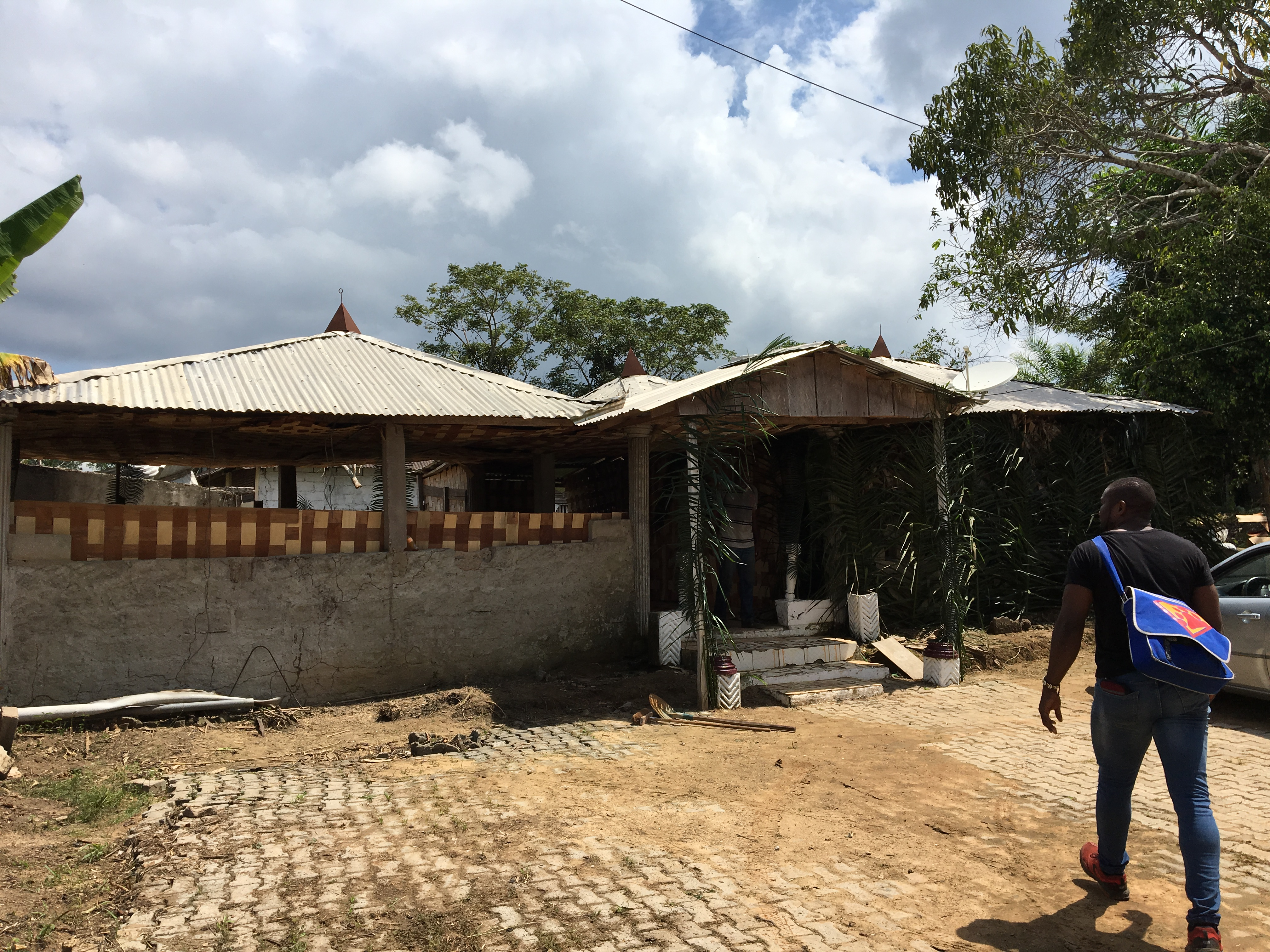
Accès au pavillon de réception
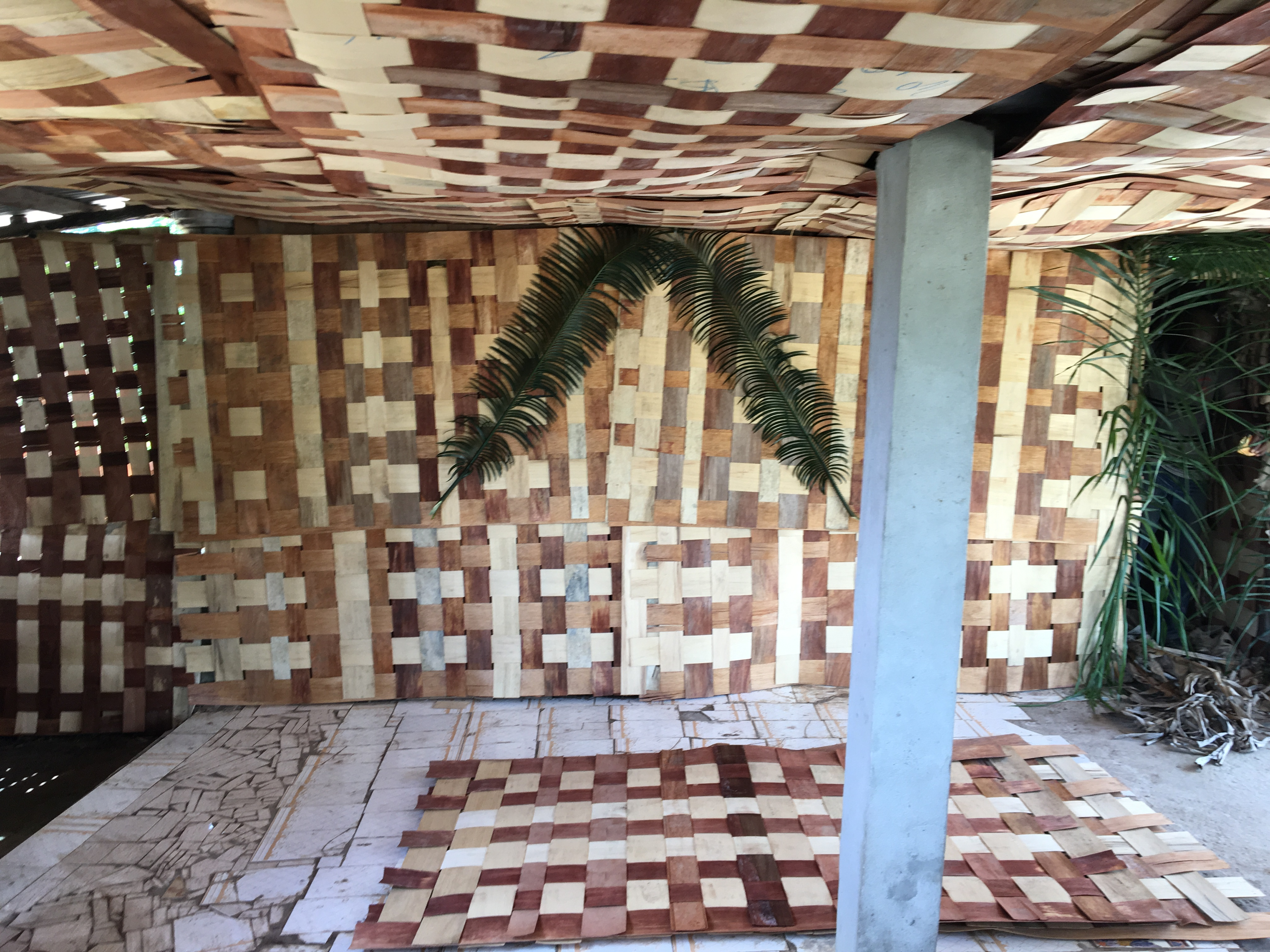
Salle de réception des invités
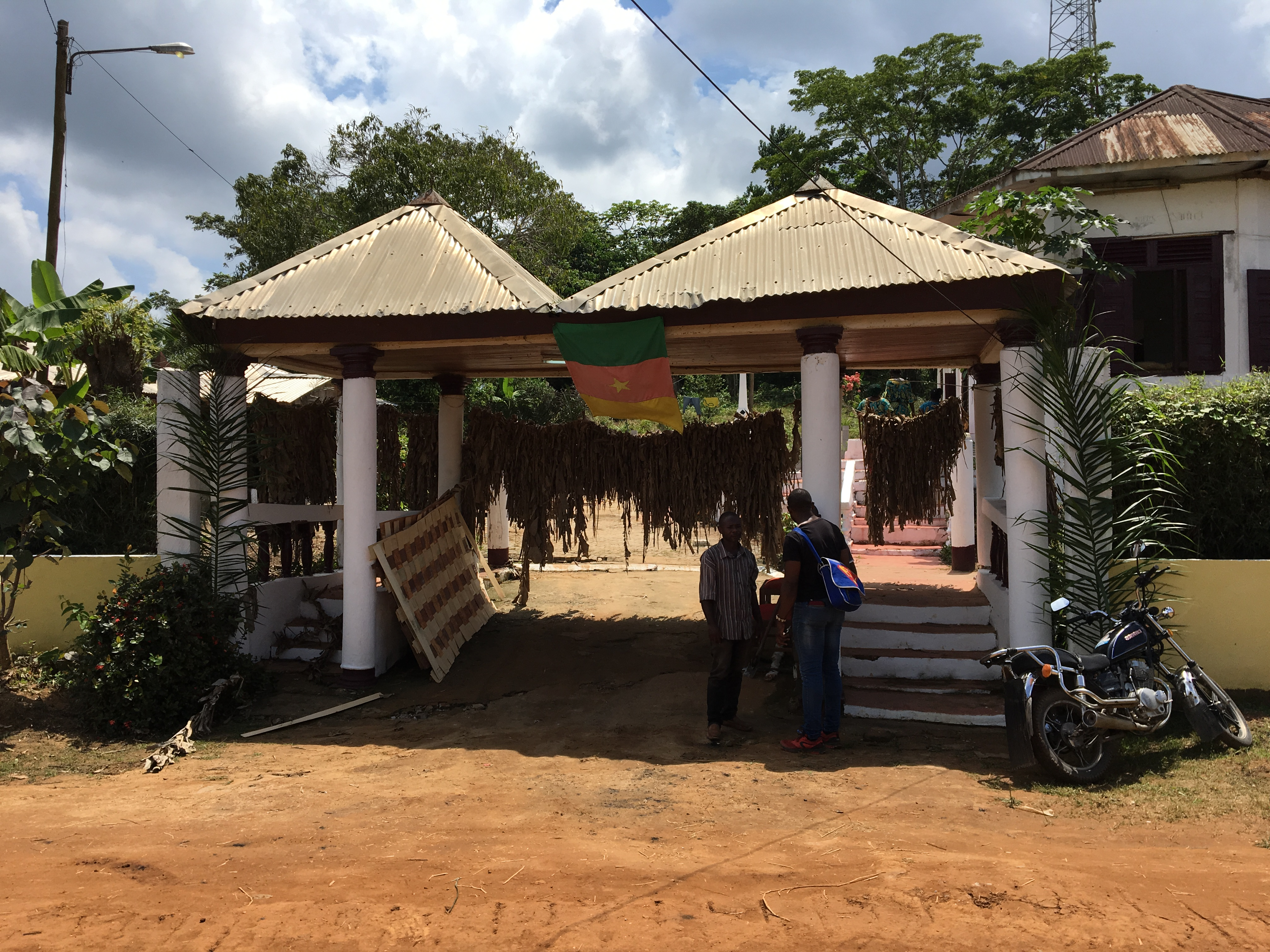
Portail traditionnel
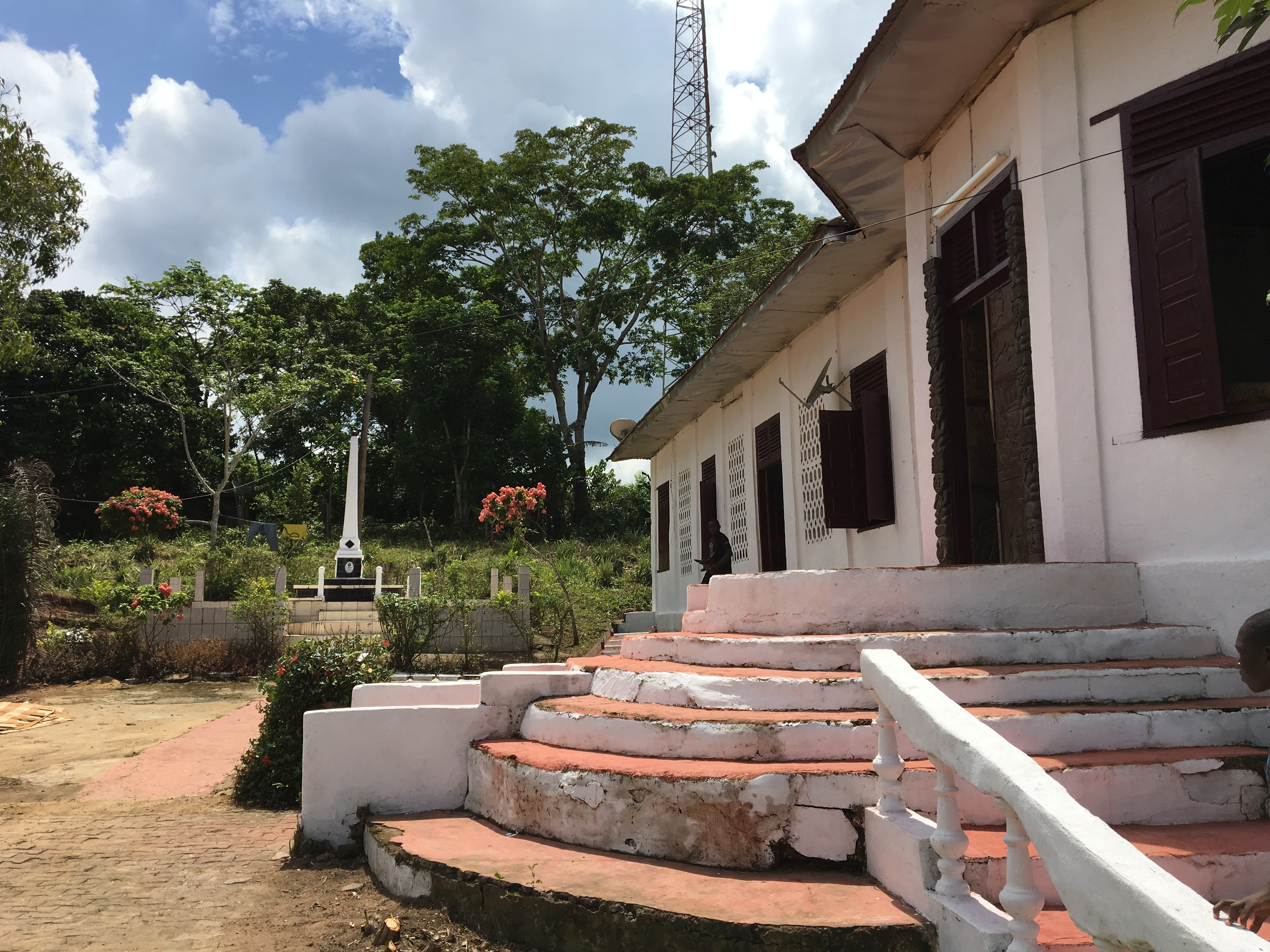
Grand escalier
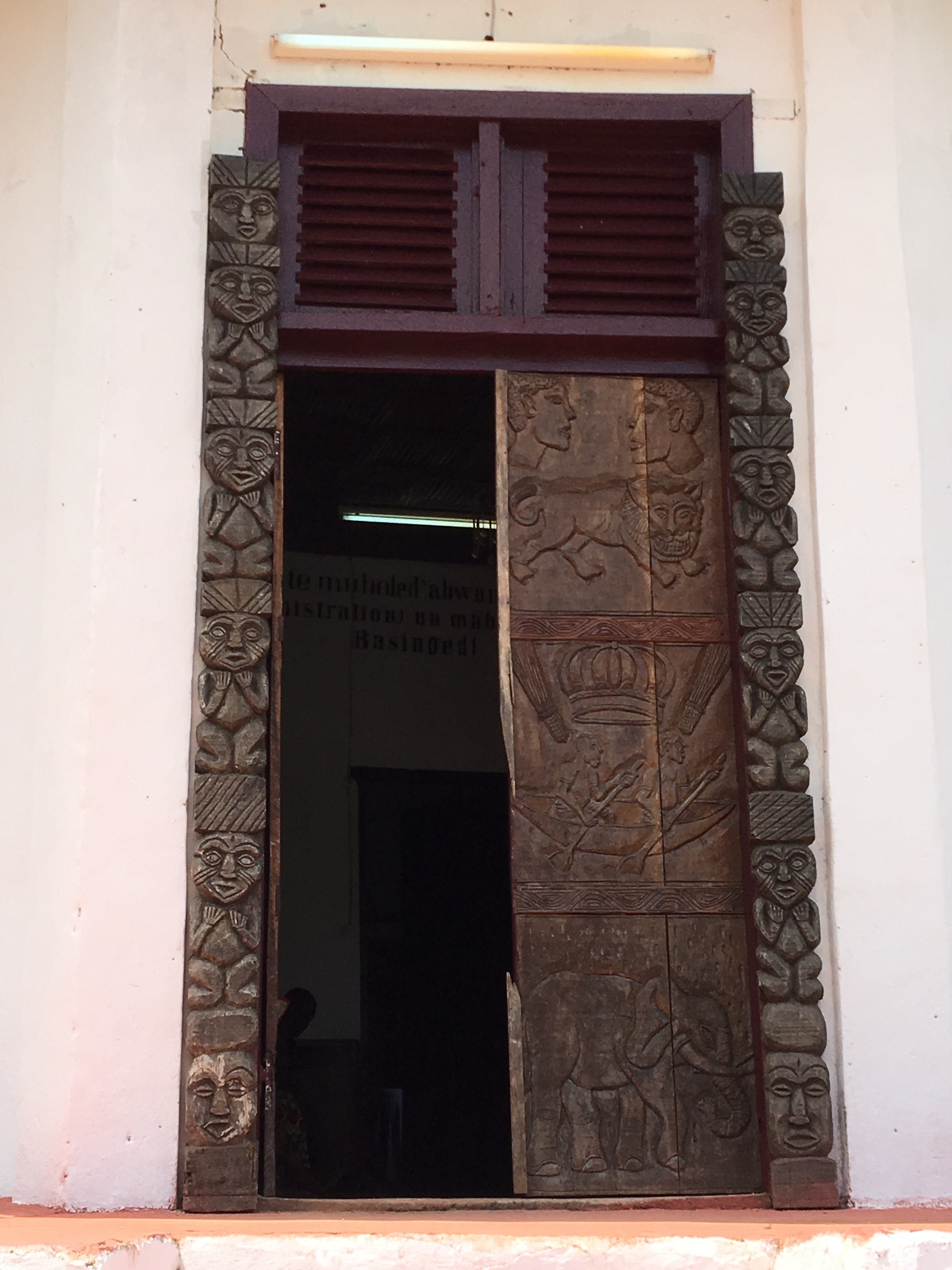
Portes de la chefferie
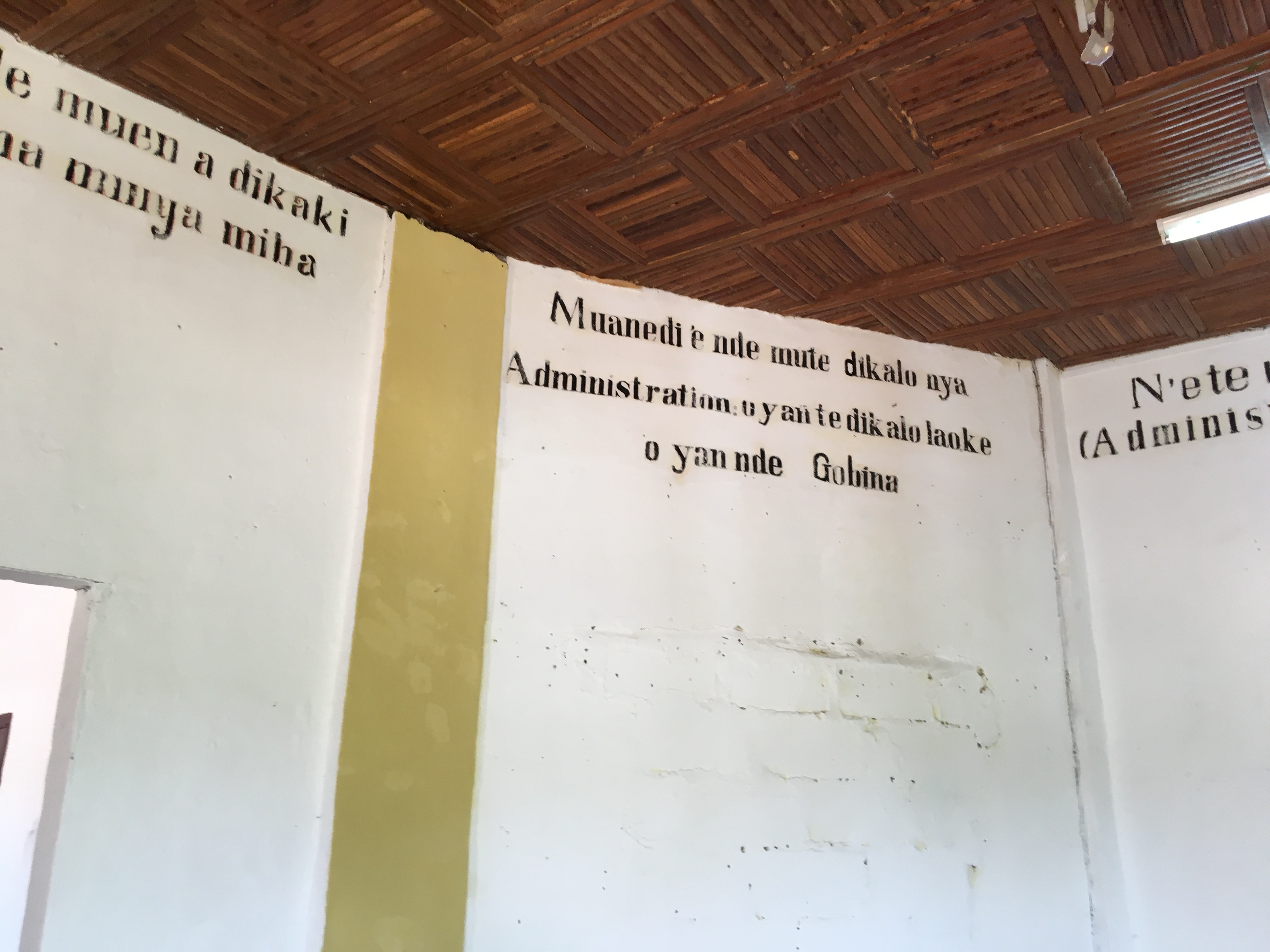
Salle du trône, Décors muraux
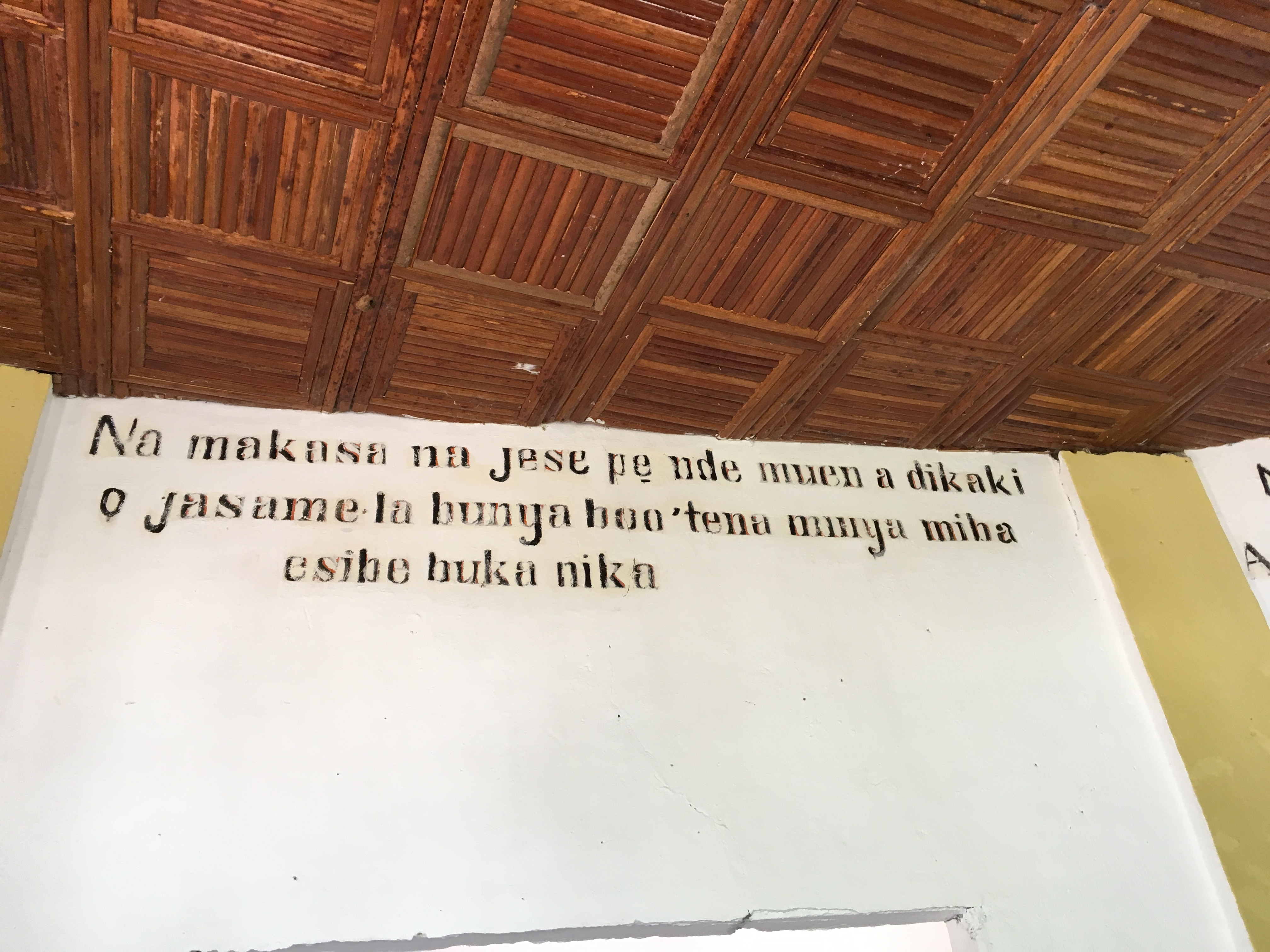
Salle du trône, Décors muraux
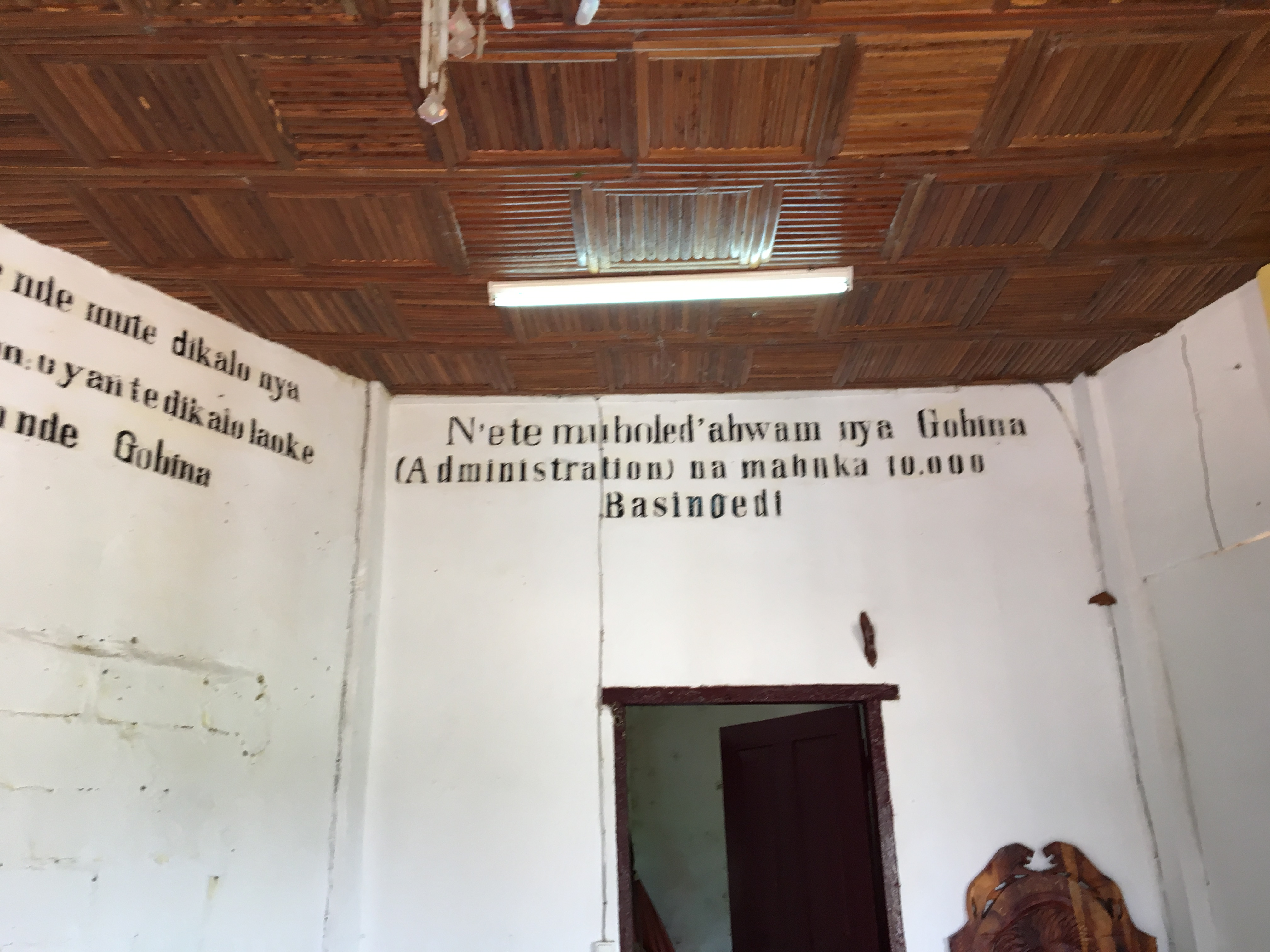
Salle du trône, Décors muraux
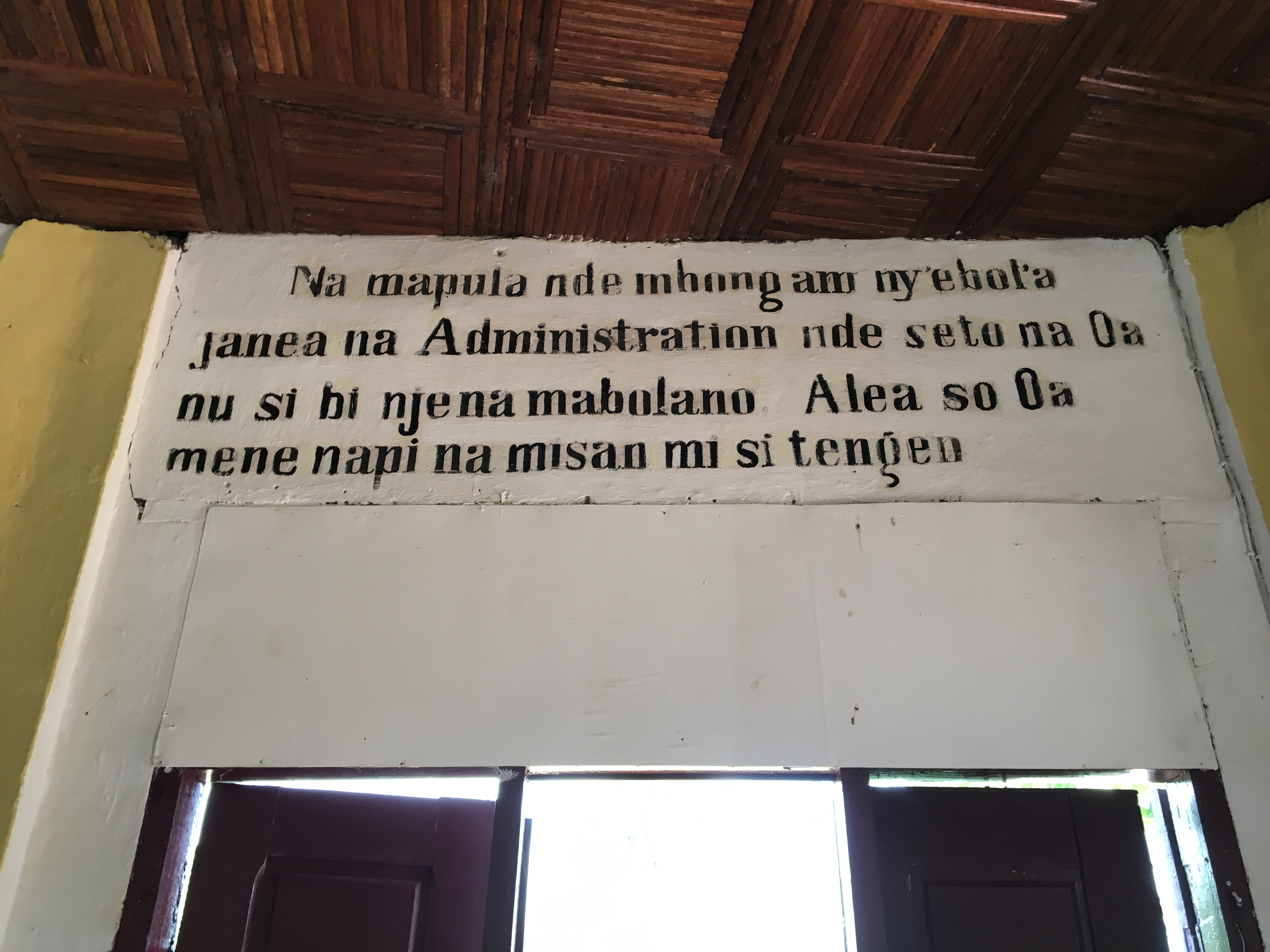
Salle du trône, Décors muraux
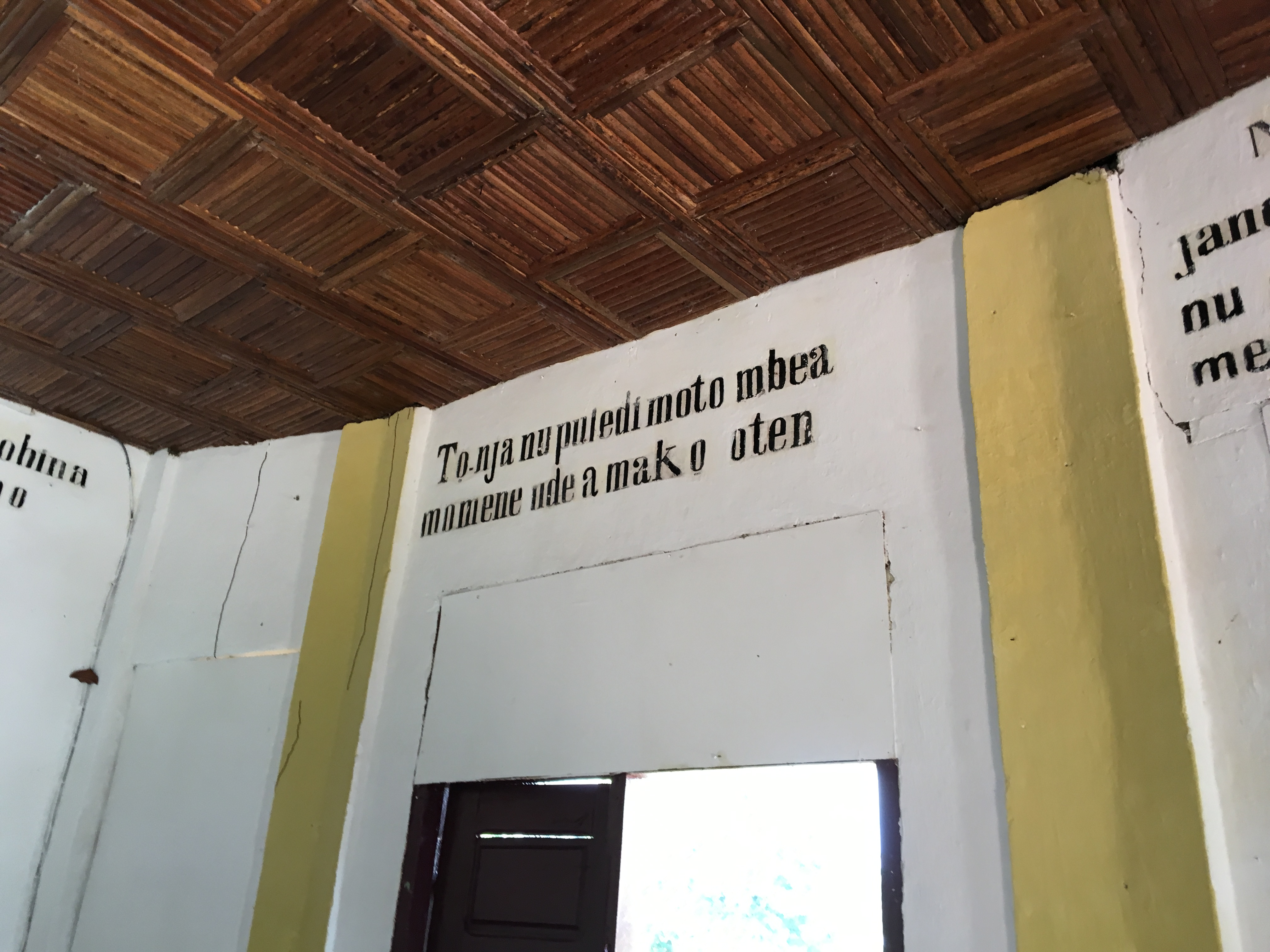
Salle du trône, Décors muraux
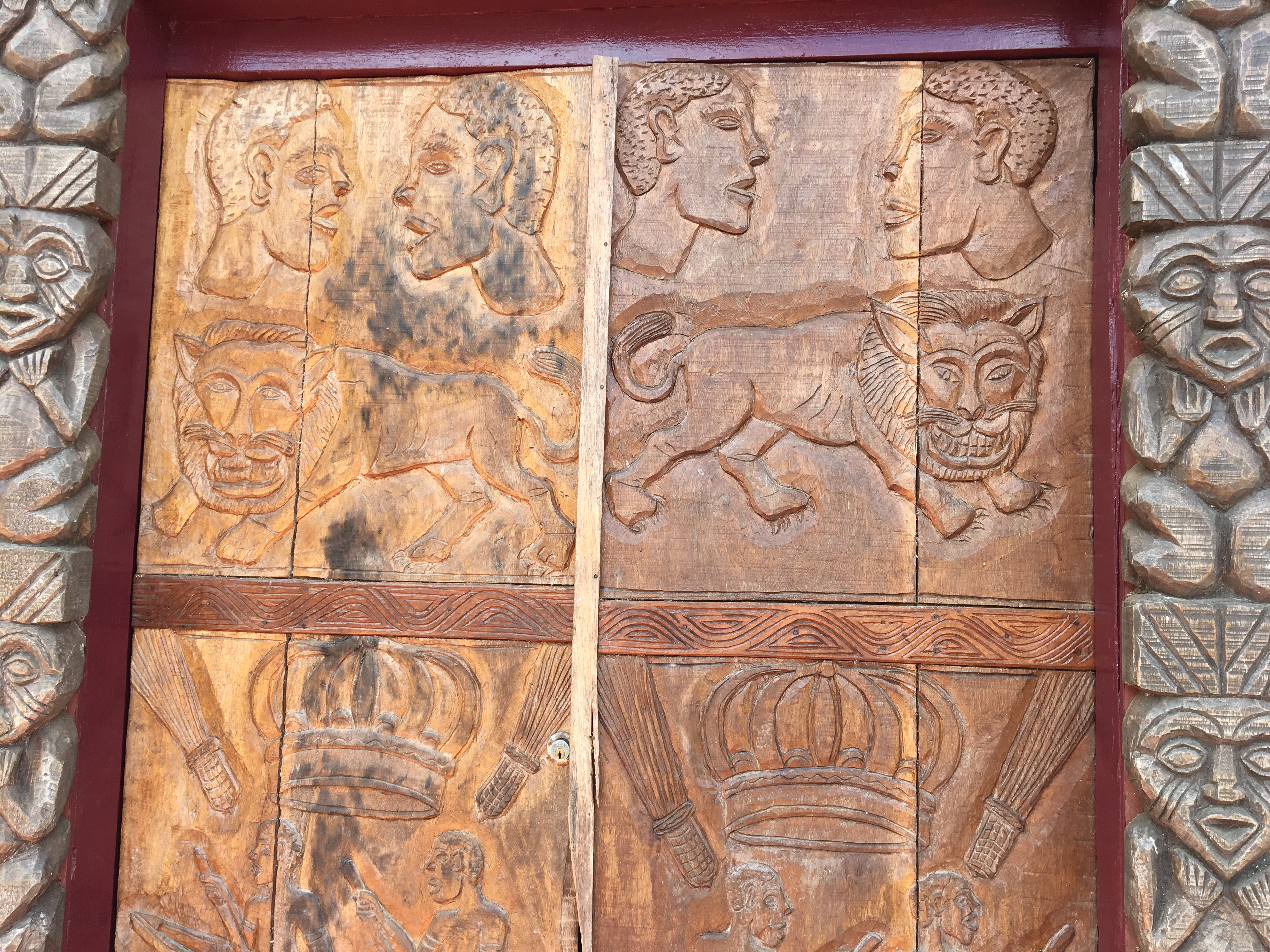
Bois sculptés sur l'un des trônes
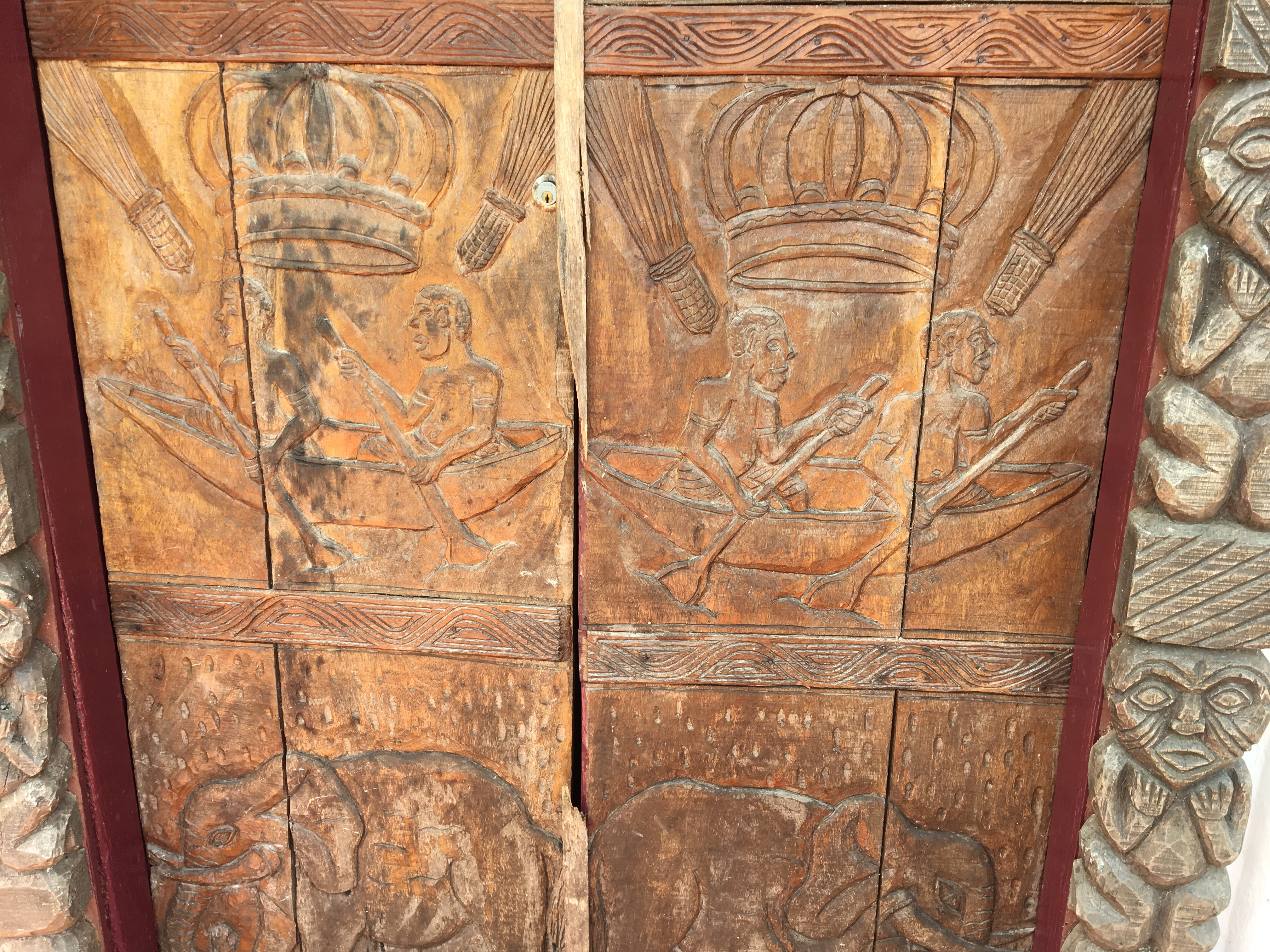
Bois sculptés sur l'un des trônes, emblèmes royaux et symboles traditionnels